# 千葉県道43号八街三里塚線

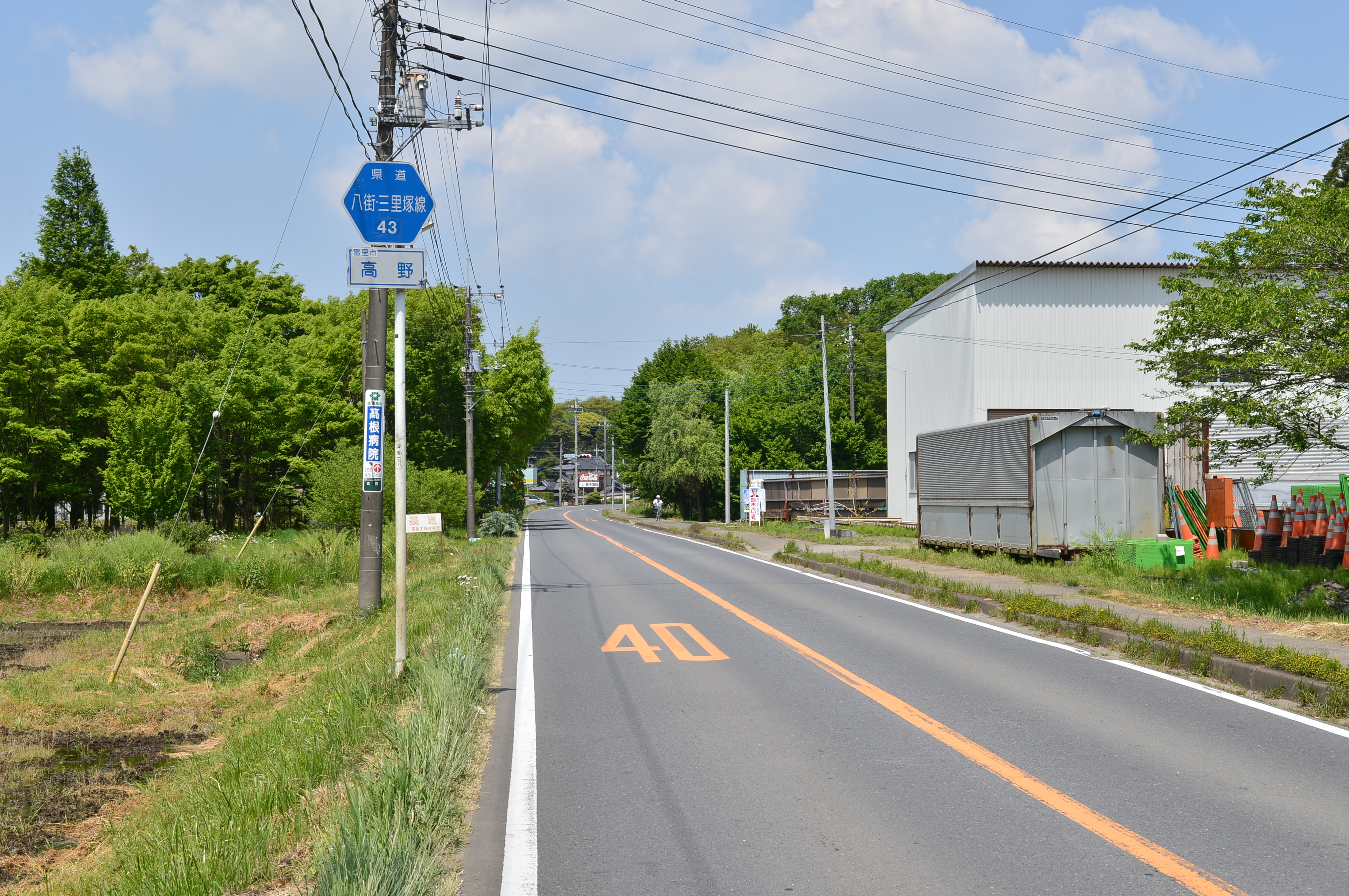
千葉県道43号八街三里塚線
富里市高野（2015年5月）

千葉県道43号八街三里塚線（ちばけんどう43ごう やちまたさんりづかせん）は、千葉県八街市の千葉県道22号千葉八街横芝線との交点を起点とし、千葉県富里市を経て、千葉県成田市三里塚の「三里塚消防署前」交差点を終点とする主要地方道である。
建設にあたり、成田国際空港周辺整備のための国の財政上の特別措置に関する法律（成田財特法）による補助金のかさ上げの適用を受けている。

## 路線データ
- 千葉県八街市八街に、千葉県道22号千葉八街横芝線との交点
- 千葉県成田市三里塚、「三里塚消防署前」の交差点
- 総延長：*.* km（印旛土木事務所管内：*.* km、成田土木事務所管内区間：8.768 km[2]）
- 重用延長：*.* km（印旛土木事務所管内：*.* km、成田土木事務所管内区間：0.053 km）
- 未供用延長：なし（印旛土木事務所管内：*.* km、成田土木事務所管内区間：0.0 km）
- 実延長：*.* km（印旛土木事務所管内：*.* km、成田土木事務所管内区間：8.715 km[2]）

## 地理

### 通過する自治体
- 千葉県
  - 八街市 - 富里市 - 山武郡芝山町 - 成田市

### 交差するおもな道路
- 千葉県道22号千葉八街横芝線（八街市八街、二区五差路、起点）
- 千葉県道45号八日市場八街線（八街市八街、大清水交差点）
- 千葉県道77号富里酒々井線（富里市十倉、実の口交差点）
- 千葉県道102号成田両国線（富里市十倉、両国交差点）
- 国道296号（成田市御料、御料交差点）
- 千葉県道106号八日市場佐倉線（成田市三里塚、三里塚消防署前、終点）